# Franjo Gartner
Franc "Franjo" Gartner (19 de setembro de 1904, data de morte desconhecida) foi um ciclista iugoslavo, que competiu na prova individual e por equipes do ciclismo de estrada nos Jogos Olímpicos de 1936, disputadas na cidade de Berlim, Alemanha.